# Stenia astenialis
Stenia astenialis là một loài bướm đêm trong họ Crambidae.